# Anja Mittag
Anja Mittag (Karl-Marx-Stadt, 16 maggio 1985) è un'ex calciatrice tedesca, di ruolo attaccante, già parte della nazionale tedesca.
Con 51 reti in 74 presenze, è la seconda miglior marcatrice nella storia della UEFA Women's Champions League, dopo Ada Hegerberg.

## Biografia
Anja Mittag nasce il 16 maggio 1985 a Karl-Marx-Stadt, oggi Chemnitz, nell'allora Repubblica Democratica Tedesca, dimostrando fin da piccola predisposizione allo sport, in particolare al calcio che inizia a praticare regolarmente dall'età di sei anni. La sua infanzia è vissuta durante un importante momento storico, la riunificazione tedesca del 1990 che sancirà l'unità nazionale da parte della Germania.

## Carriera

### Club
Mittag cresce calcisticamente nei club della sua città di nascita, prima nel VfB Chemnitz, dove impara i fondamentali dall'età di sei anni e dove gioca fino al 1997, per passare quindi al Chemnitzer FC dove gioca dal 1997 al 1999. A 14 anni viene contattata dall'Erzgebirge Aue, società di Aue che le offre l'opportunità di giocare nella propria formazione femminile nella NOFV-Oberliga di categoria.
Le qualità espresse come attaccante vengono notate dagli osservatori del Turbine Potsdam, società più titolata dell'ex campionato femminile tedesco-orientale, che sta cercando di integrare nuovi elementi per puntare al primo titolo del campionato tedesco dopo la riunificazione, la Frauen-Bundesliga. Mittag decide quindi di cogliere l'opportunità e sottoscrive un contratto che la legherà al club di Potsdam per undici stagioni quasi ininterrotte. Dopo il suo primo campionato di vertice nel 2002-2003, grazie al suo apporto la società riesce a conquistare al termine della stagione 2003-2004 campionato e Coppa, iniziando una serie di vittorie che ne attesterà la predominanza nel panorama calcistico femminile tedesco per tutto il primo decennio del XXI secolo. In questo periodo avviene la consacrazione delle qualità sportive di Mittag, dove si mette in luce in UEFA Women's Cup, l'allora denominazione del campionato UEFA per squadre femminili di club, che con il Turbine Potsdam riesce a conquistare al termine della stagione 2004-2005 nella finale vinta sulle svedesi del Djurgården. Nel 2005 le viene conferita la Fritz-Walter-Medaille, premio che la Federazione calcistica della Germania (Deutscher Fußball-Bund - DFB) annualmente assegna ai migliori giovani calciatori tedeschi. Mittag rimane fino al termine della stagione 2005-2006, decidendo che dopo due titoli nazionali, due Coppe di Germania, due DFB-Hallenpokal e una Coppa del Campioni voleva provare la sua prima esperienza in un campionato estero.
Coglie quindi l'opportunità offertale dal QBIK, società svedese con sede a Karlstad che milita in Damallsvenskan, livello di vertice del locale campionato femminile, trasferendosi dall'estate 2006 per giocare nella seconda parte della stagione, conclusa la quale decide di tornare in Germania.
Dopo il ritorno a Potsdam, le due successive stagioni non risultarono altrettanto positive, raggiungendo solamente il terzo posto, ma al termine della combattuta stagione 2008-2009 ritorna a vincere il campionato, strappato al Bayern Monaco giunto appaiato a 54 punti ma con una rete in meno. In quell'occasione Mittag risulta, con 21 reti segnate, il secondo miglior marcatore della stagione. Le successive due stagioni portano altri due titoli nazionali, con Mittag sempre miglior bomber della formazione, e nel 2010 ha raggiunto la finale della UEFA Women's Champions League, dove il 20 maggio supera le francesi dell'Olympique Lione ai calci di rigore.
Nel 2011 Mittag decide di lasciare il Turbine Potsdam, sottoscrivendo il 19 dicembre un contratto biennale con il LdB FC Malmö, che alla fine della sytagione 2013 muta denominazione in Rosengård. Per il suo primo incontro ufficiale con il nuovo club deve aspettare la fine di marzo di quell'anno quando, impiegata nella partita con il Kopparbergs/Göteborg per la Supercupen, risulta determinante nella conquista del titolo, segnando la rete del definitivo 2-1 sullo scadere del secondo tempo. La stagione 2012 inizia l'8 aprile, e Mittag che scende in campo da titolare fin dal primo incontro giocato contro lo Jitex e vinto per 4-1 sulle avversarie; in quell'occasione realizza la sua prima rete in campionato, al 68', per il parziale 3-1 Alla 4ª giornata di campionato, il successivo 1º maggio, sigla quattro delle sette reti con cui il LdB FC Malmö si impone, per 7-1, sull'Umeå, prestazione che risulta la più incisiva per Mittag fino al termine della stagione, la quale la incoronerà, con 21 reti complessive realizzate, capocannoniere del campionato, la prima giocatrice tedesca a raggiungere tale risultato in Damallsvenskan.
La stagione successiva il LdB FC Malmö vince il campionato, con sette punti sul Tyresö campione uscente, ottavo titolo complessivo (con quelli conquistati come Malmö) stabilendo il nuovo record e sopravanzando l'Umeå rimasta a sette. Mittag realizza 13 reti, terza migliore realizzatrice del torneo a pari merito con l'islandese Margrét Lára Viðarsdóttir e prima nella classifica per gli assist.
Per la stagione 2014 la società decide di associarsi con un club maschile, cambia quindi la denominazione assumendo quella della squadra del quartiere di Malmö, senza tuttavia stravolgere il proprio organico. Ancora una volta Mittag risulta determinante, contribuendo a riconquistare il campionato a tre giornate dalla fine, con la partita con cui si impone sul Kopparbergs/Göteborg per 3-2 e dove segna due delle reti che garantiscono la vittoria alla squadra. Con 21 reti realizzate riconquista il titolo di capocannoniere della Damallsvenskan e il titolo della calciatrice dell'anno.
La stagione 2015 inizia con la conquista della Supercupen femminile, dove il 15 marzo gioca nella partita con cui il Rosengård supera le avversarie del Linköpings per 1-0. Tuttavia durante l'estate decide di trasferirsi in Francia accettando l'offerta fattale dal Paris Saint-Germain. Con le francesi rimane una sola stagione non riuscendo a superare le rivali dell'Olympique Lione né in campionato né in coppa e né Champions League. Al termine della stagione decide di lasciare la società con un tabellino personale di 10 reti siglate in 18 partite.
Durante il calciomercato estivo trova un accordo con il Wolfsburg per tornare a giocare in Frauen-Bundesliga dopo cinque stagioni all'estero.
Ha chiuso la carriera tornando in Svezia tra le file del Rosengård, club per il quale aveva già giocato in passato, disputando due stagioni (2017 e 2018) e iniziando la prima parte della stagione 2019. Si è ritirata dal calcio giocato sul finire del mese di maggio 2019.

## Palmarès
(parziale)

### Club
- Campionato tedesco: 5

Turbine Potsdam: 2003-2004, 2005-2006, 2008-2009, 2009-2010, 2010-2011
- Coppa di Germania: 3

Turbine Potsdam: 2003-2004, 2004-2005, 2005-2006
- DFB-Hallenpokal femminile: 5

Turbine Potsdam: 2004, 2005, 2008, 2009, 2010
- Campionato svedese: 2

LdB FC Malmö: 2013
Rosengård: 2014
- Supercoppa svedese: 2

LdB FC Malmö: 2012
Rosengård: 2015
- UEFA Women's Champions League: 2

Turbine Potsdam: 2004-2005 (UEFA Women's Cup), 2009-2010

### Nazionale
- Oro olimpico: 1

Rio de Janeiro 2016
- Bronzo olimpico: 1

Pechino 2008
- Campionato mondiale: 1

Cina 2007
- Campionato d'Europa: 3

Inghilterra 2005, Finlandia 2009, Svezia 2013
- Algarve Cup: 3

2006, 2012, 2014
- Campionato d'Europa under 19: 1

2002

### Individuale
- Capocannoniere del campionato svedese: 3

2012 (21 reti), 2014 (21 reti), 2018 (17 reti)
- Calciatrice svedese dell'anno: 2

2012, 2014
- Fritz-Walter-Medaille

 Oro 2005
- Pallone di bronzo: 1

Mondiale Under-19 2004
- Scarpa d’argento: 1

Mondiale Under-19 2004
- All-Star Team: 1

Mondiale Under-19 2004
- UEFA Golden Player: 1

Mondiale Under-19 2004